# الروضه (ریف دمشق)
الروضه (به عربی: الروضة) یک منطقهٔ مسکونی در سوریه است که در استان ریف دمشق واقع شده‌است. الروضه ۴٬۵۳۶ نفر جمعیت دارد.